# Miltach
Miltach is een gemeente in de Duitse deelstaat Beieren, en maakt deel uit van het Landkreis Cham. Miltach ligt aan de rivier de Regen.
Miltach telt 2.334 inwoners.
De gemeente bestaat uit officieel 27 Gemeindeteile. Gebruikelijker is de indeling in Gemarkungen, dat zijn tot plm. 1972 zelfstandige gemeentes, die bij een gemeentelijke herindeling tot de huidige gemeente zijn samengevoegd. De zes Gemarkungen van Miltach zijn: Allmannsdorf, Altrandsberg, Eismannsberg, Kreuzbach, Miltach en Oberndorf.

## Verkeer

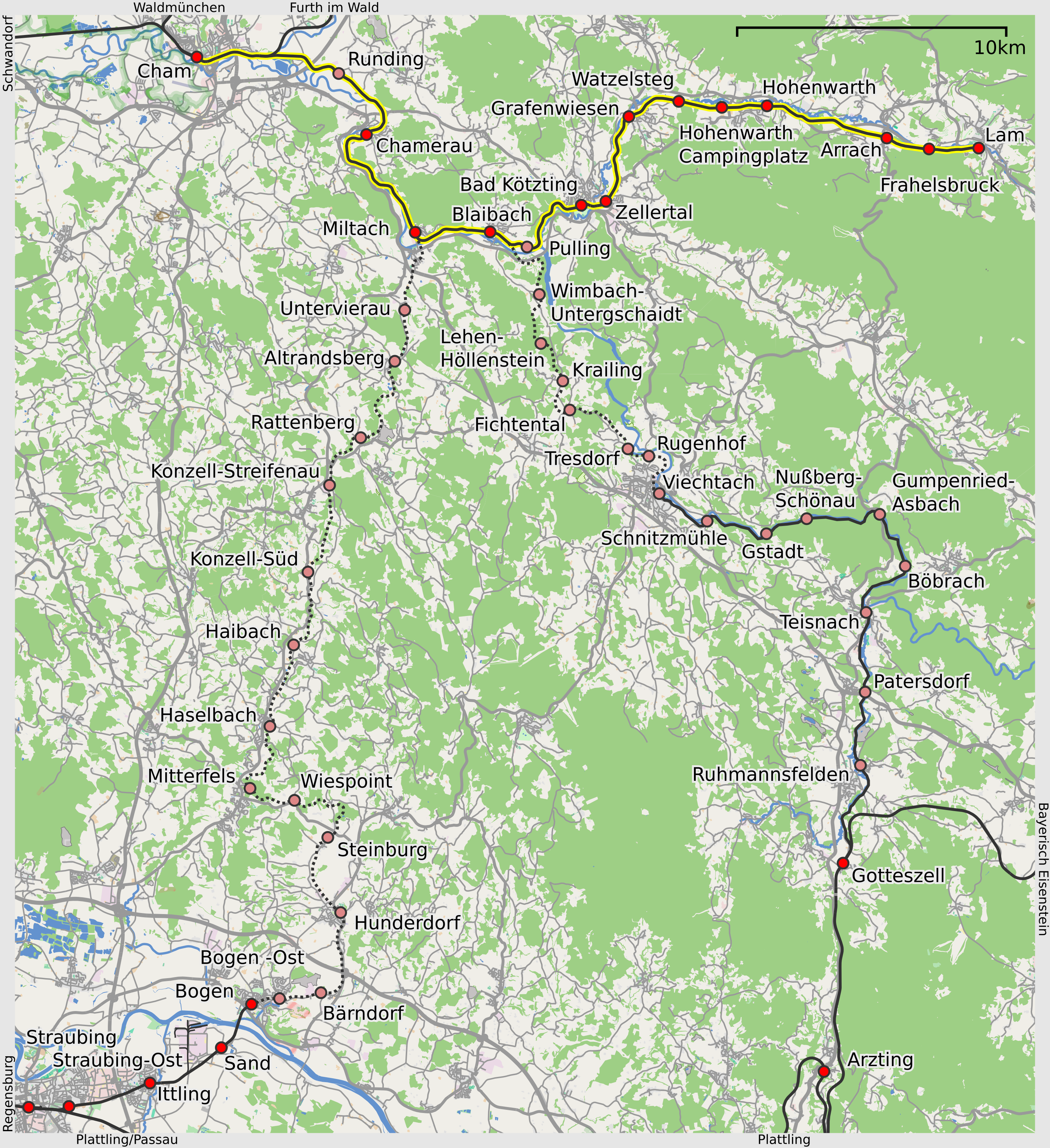
Verloop spoorlijn

De belangrijkste verkeersweg, die langs Miltach loopt, is de Bundesstraße 85.
Miltach heeft een stationnetje aan een kleine spoorlijn tussen Cham en Bad Kötzting.

## Bezienswaardigheden
In de gemeente staan enige interessante, rooms-katholieke kerkgebouwen en twee kastelen, die voor bezoekers opengesteld zijn.

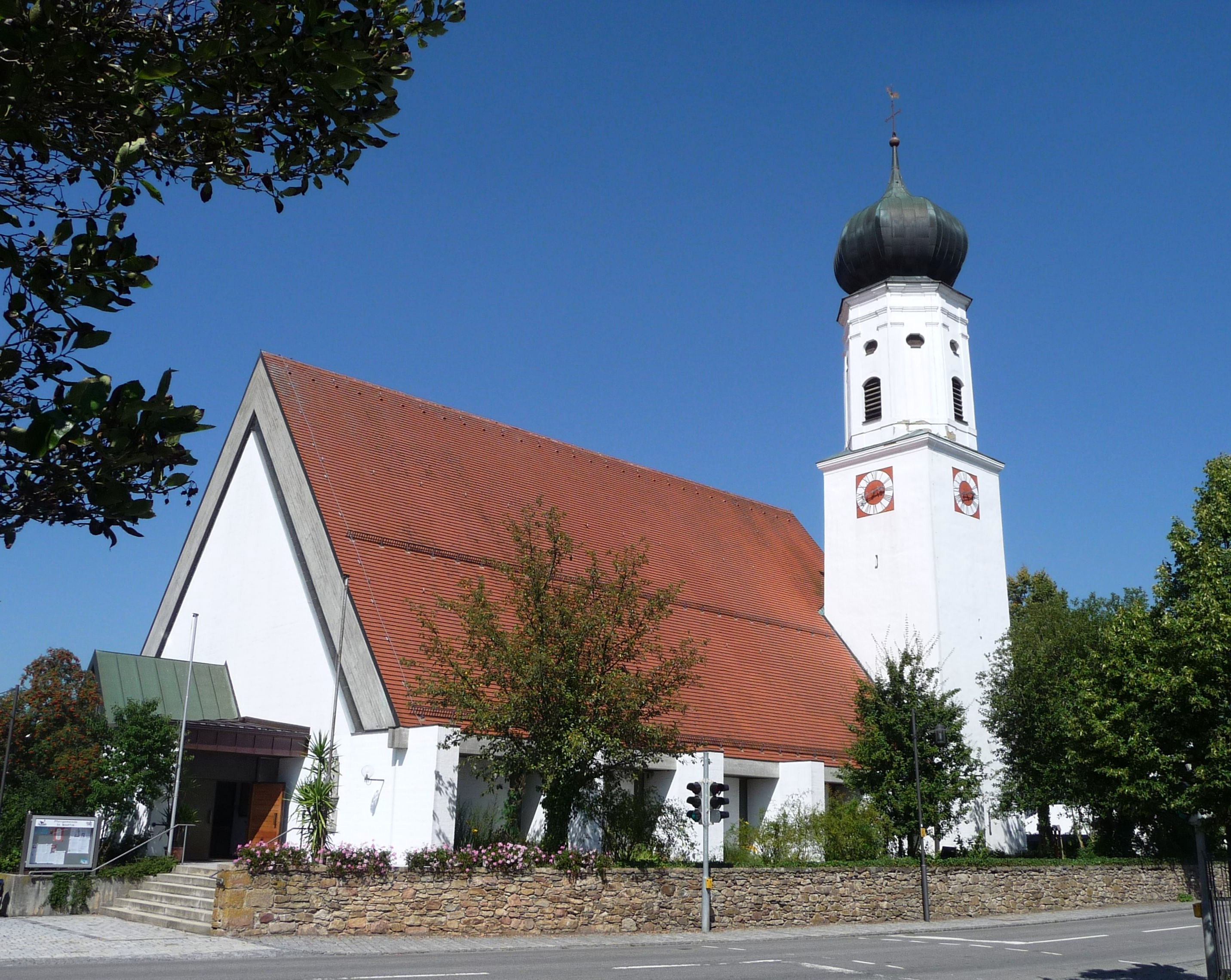
St.-Martinuskerk, Miltach
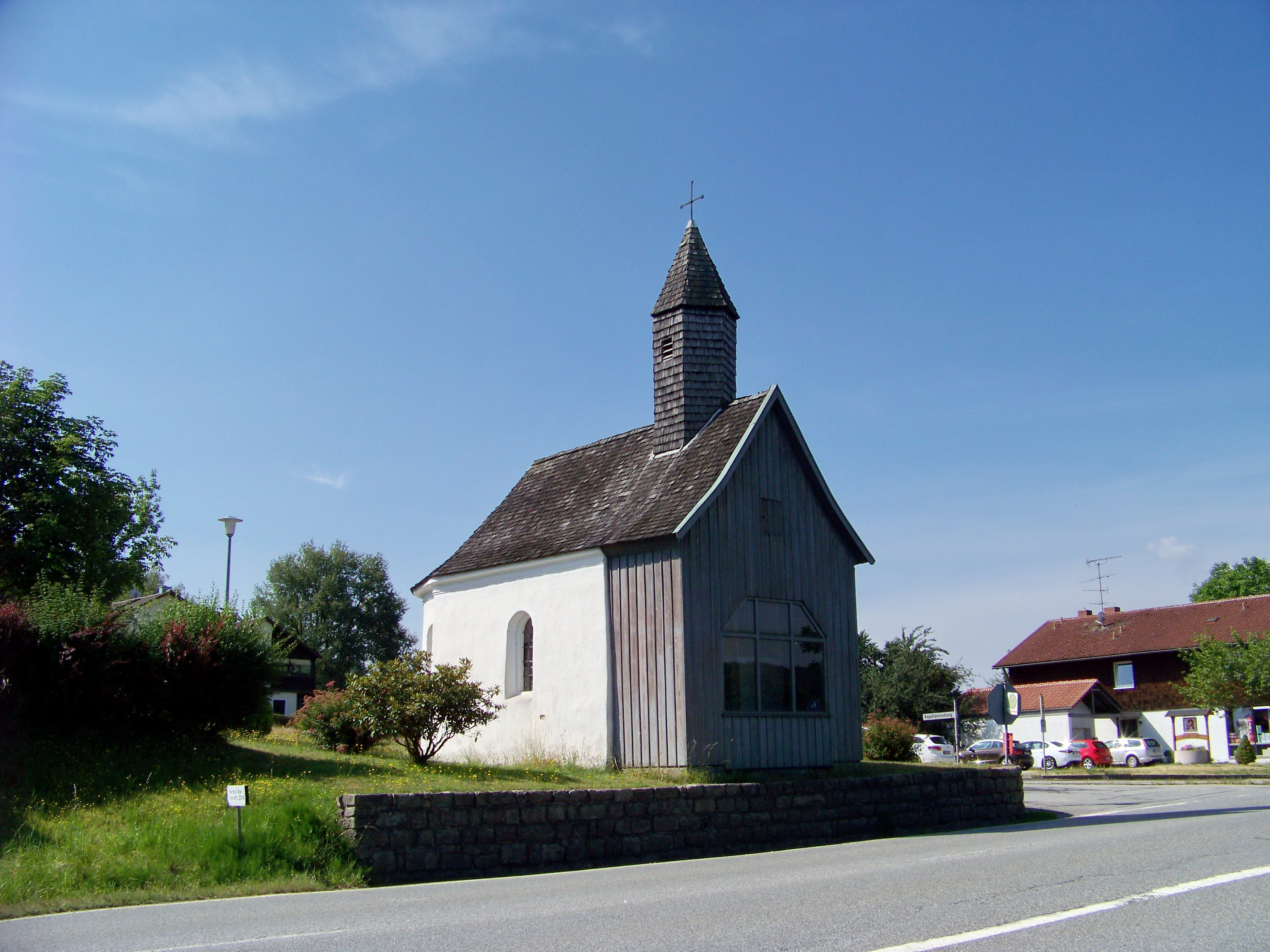
Kapel O.L.Vrouwe Bijstand (Mariahilf) (1780), Miltach
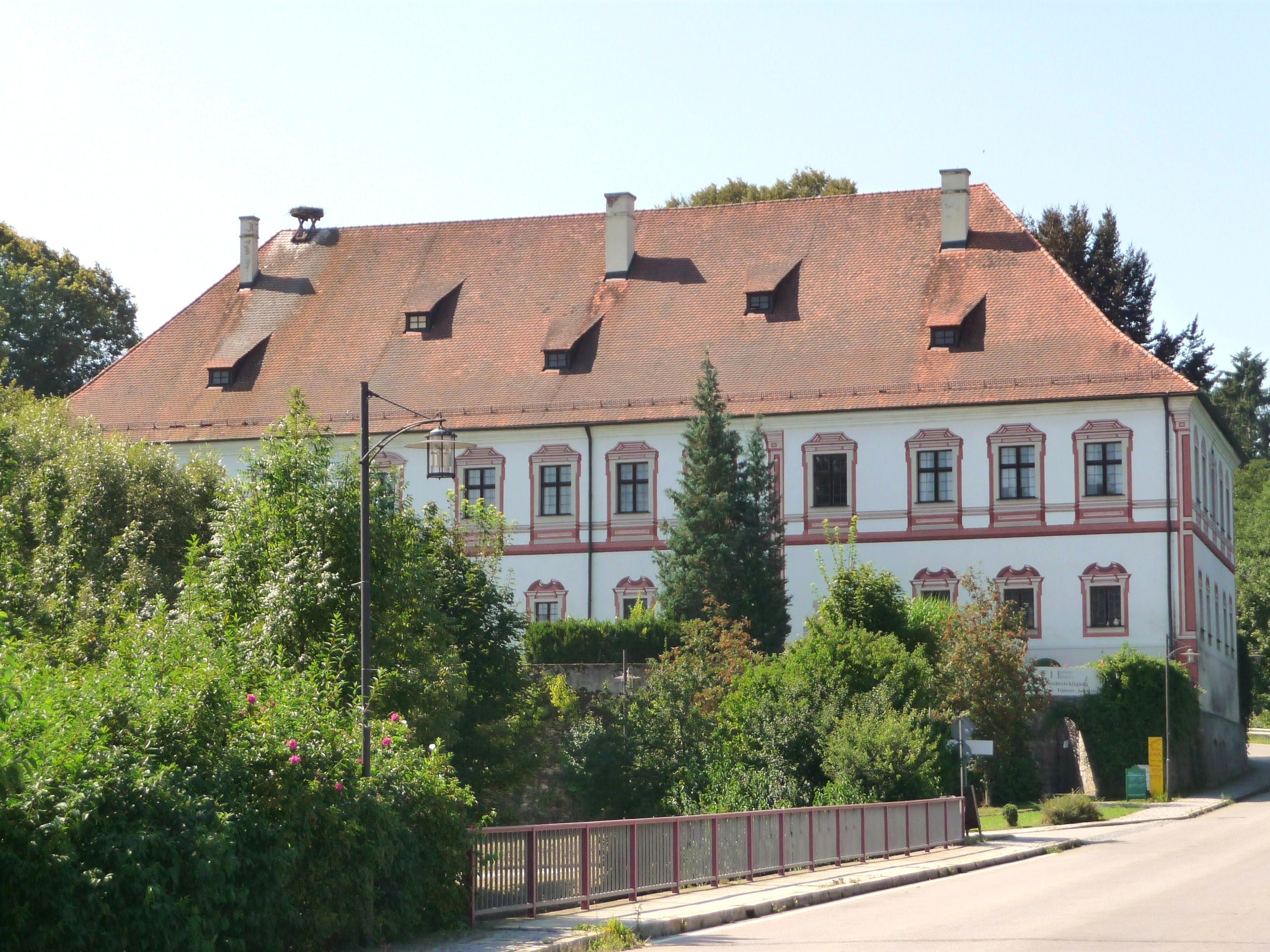
Kasteel Miltach
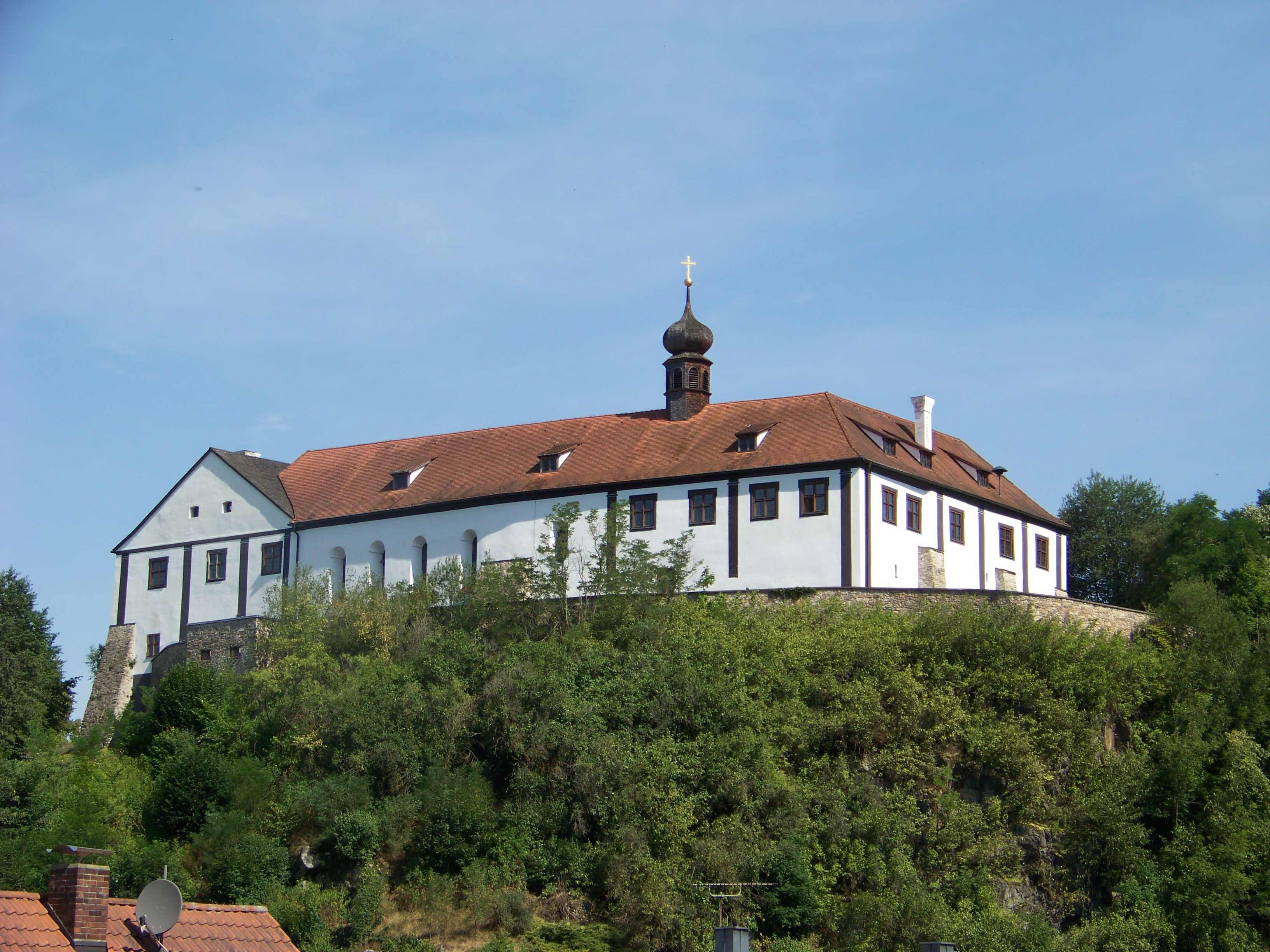
Kasteel Altrandsberg

- De parochiekerk St.-Martinus te Miltach is ten dele nog romaans, maar is in later eeuwen talrijke keren verbouwd en gerenoveerd. De stijl van het interieur is deels barok, deels rococo.
- Kasteel Miltach, gebouwd rond 1600, is weliswaar particulier bewoond, maar gedeeltelijk te bezichtigen; ook zijn in het kasteel enkele vertrekken voor uiteenlopende culturele doeleinden beschikbaar.
- Kasteel Altrandsberg (gebouwd in de 17e eeuw op de plaats van een oude burcht) herbergt een verzameling replica's van kunstwerken uit de gehele wereld met de naam WeltKunstMuseum (beperkt geopend).

Sportieve fietsers kunnen gebruik maken van het fietspad, dat vanuit Miltach over de voormalige, tot 1984 bestaande spoorlijn loopt, en dat eindigt in Bogen.